# Gioacchino Dolci
Gioacchino Dolci (Roma, 8 agosto 1904 – Pisa, 11 marzo 1991) è stato un disegnatore, antifascista e imprenditore italiano, aderente al Partito Repubblicano Italiano e al movimento Giustizia e Libertà.

## Biografia

### L'infanzia in orfanotrofio e l'adesione all'idea repubblicana
Rimasto orfano di padre sin dall'infanzia, Gioacchino Dolci frequentò la scuola dell'obbligo all'Istituto Romano di San Michele a Ripa Grande, per orfani e ragazzi bisognosi. Uscito dal collegio (1920), si iscrisse ad una scuola serale, ove conseguì un diploma di disegnatore e, con tale qualifica, dopo aver lavorato come aggiustatore e disegnatore di macchine, fu assunto al catasto comunale.
Nel 1921, Dolci aderì al gruppo giovanile del Partito Repubblicano "Giovanni Bovio", ove era iscritto, tra gli altri, Vincenzo Baldazzi. Segnalatosi come oppositore al regime, fu nominato Segretario della federazione laziale del P.R.I. e conobbe Francesco Fausto Nitti. Arrestato il 24 gennaio 1925, insieme ad altri repubblicani, fu poi scarcerato dopo alcuni mesi in attesa del giudizio definitivo, ma perse l'impiego pubblico. Nel dicembre dello stesso anno espatriò clandestinamente in Francia, alla frontiera di Ventimiglia, e vi rimase sino all'agosto del 1926, facendo umili mestieri e partecipando alle riunioni della sezione parigina del P.R.I.. Rientrato a Roma per stabilire collegamenti con i compagni di partito in Italia, fu subito incarcerato a Regina Coeli, in una cella a stretta sorveglianza e, dopo una serie di rilasci e reiterati arresti, fu assegnato al confino a Ustica e poi a Lipari per una pena di cinque anni.

### L'organizzazione dell'evasione di Lipari
A Lipari, Dolci si ritrovò in compagnia di Francesco Fausto Nitti, di Emilio Lussu (leader del Partito Sardo d'Azione) e di Carlo Rosselli, anch'essi confinati. Il 17 novembre 1928, fu effettuato un primo tentativo di fuga, con esito negativo per le cattive condizioni del mare.
Scontata una parte della pena (4 dicembre 1928), Dolci poté lasciare anticipatamente Lipari ed espatriò nuovamente in Francia, dopo aver attraversato il confine jugoslavo a Sussak, con documenti falsi. Giunto a Parigi (11 aprile 1929), si incontrò con il fuoruscito Alberto Tarchiani e, insieme, si misero a organizzare un nuovo tentativo di fuga degli antichi compagni di confino, facilitato dalla personale conoscenza che Dolci aveva dei luoghi.
Nella notte del 27 luglio 1929, Carlo Rosselli, Francesco Fausto Nitti ed Emilio Lussu, raggiunsero a nuoto la barca, con Dolci a bordo, che era venuto a salvarli. Il motoscafo era pilotato dal capitano savonese Italo Oxilia. L'impresa consentì ai fuggitivi di raggiungere la Tunisia, quindi Marsiglia e, infine, Parigi, dove giunsero il 1º agosto 1929.

### La fondazione di Giustizia e Libertà, il volo su Milano e gli anni dell'esilio parigino

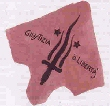
Il simbolo di Giustizia e Libertà, disegnato da Gioacchino Dolci

Nello stesso mese (agosto 1929), a Parigi, per iniziativa di Rosselli e di altri fuoriusciti, tra cui Gaetano Salvemini, Alberto Tarchiani, Alberto Cianca, Cipriano Facchinetti, Emilio Lussu, Francesco Fausto e Vincenzo Nitti, Raffaele Rossetti, e lo stesso Gioacchino Dolci, all'Hôtel du Nord de Champagne, a Montmartre, si formò il movimento Giustizia e Libertà. Fu proprio Dolci a disegnare il simbolo dell'organizzazione: una fiamma, con nel mezzo le sigle G e L. Giustizia e Libertà non nacque come partito, ma come movimento a pregiudiziale repubblicana, con il proposito di riunire tutte le formazioni non comuniste che intendevano combattere e porre fine al regime fascista.
L'11 luglio 1930, Gioacchino Dolci, insieme a Giovanni Bassanesi, fu protagonista di una seconda temeraria impresa, organizzata nuovamente da Alberto Tarchiani, con l'appoggio di Randolfo Pacciardi, segretario della sezione repubblicana di Lugano. Su un piccolo aereo pilotato da Bassanesi, i due antifascisti sorvolarono la città di Milano, partendo dalla Svizzera (più precisamente da Lodrino, piccolo Paese nel Canton Ticino), e gettarono centocinquantamila volantini di propaganda antifascista. Nel volo di ritorno, lasciato Dolci a Lodrino, Bassanesi proseguì da solo per Zurigo ma sul Gottardo - causa il maltempo - si schiantò al suolo, riportando la frattura della gamba sinistra.
Il successo dell'operazione indusse un altro antifascista repubblicano, Lauro De Bosis, a contattare Dolci, prima della sua analoga ma sfortunata impresa solitaria su Roma..
Nel 1934 Dolci assunse la direzione di una centrale elettrica in Alsazia; nel 1936, a Parigi, si sposò con Luigia Nitti, figlia dell'ex Presidente del Consiglio Francesco Saverio Nitti. Successivamente si trasferì a Čoka (Jugoslavia), come direttore della compagnia francese "Franziski Rudinik Stressojievich". Tornato a Parigi, perse la prima moglie il 1º gennaio 1939.

### Il periodo argentino
Emigrato in Argentina nella primavera del 1939, Dolci prese immediatamente contatto con esuli italiani (Ernesto Rossi, Gino Germani) e antifascisti italo argentini. In particolare, si unì al movimento “Italia Libera”, di cui fu eletto più volte presidente, insieme al gruppo di Torcuato Di Tella, Sigfrido Ciccotti e i fratelli Tito e Curio Chiaraviglio (nipote, quest'ultimo, dell'ex Presidente del Consiglio Giovanni Giolitti). Tale movimento esprimeva posizioni in linea con la Mazzini Society nordamericana, di cui Tarchiani, nel frattempo, era divenuto segretario, e cioè la costituzione di un Comitato Nazionale italiano e di una legione di volontari contro i nazi-fascisti.
Nel 1944, a Buenos Aires, Gioacchino Dolci si sposò con Marcella Chiaraviglio, sorella di Curio e nipote in linea materna di Giovanni Giolitti. Dopo aver collaborato con il giornale locale “Il Corriere degli Italiani” si dedicò all'imprenditoria metallurgica, producendo la prima colata di berillo metallico del paese e costruendo trasformatori elettrici per le industrie Di Tella e Chiaraviglio. Nel 1951 intraprese una nuova attività per la produzione di registratori di voce su filo d'acciaio e di fonografi scambiatori di dischi.
Rientrò definitivamente in Italia nel 1961, per lavorare come capo ricercatore nell'AGIP nucleare fino al suo pensionamento. Nel 1989, fu insignito della croce di commendatore dell'Ordine al Merito della Repubblica italiana. Ha avuto tre figli.

## Onorificenze
Medaglia d'Oro, Comune di Pisa
Pisa, 25 aprile 1988.